# Сен-Коннан
Сен-Конна́н (фр. Saint-Connan, брет. Sant-Konan) — коммуна во Франции, находится в регионе Бретань. Департамент — Кот-д’Армор. Входит в состав кантона Ростренен. Округ коммуны — Генган.
Код INSEE коммуны — 22284.

## География
Коммуна расположена приблизительно в 410 км к западу от Парижа, в 110 км западнее Ренна, в 25 км к юго-западу от Сен-Бриё.

## Население
Население коммуны на 2016 год составляло 300 человек.
| 1962 | 1968 | 1975 | 1982 | 1990 | 1999 | 2010 | 2016 |
| ---- | ---- | ---- | ---- | ---- | ---- | ---- | ---- |
| 530  | 469  | 400  | 400  | 331  | 317  | 305  | 300  |

## Администрация
| Период | Период | Фамилия        | Партия                  | Примечания |
| ------ | ------ | -------------- | ----------------------- | ---------- |
| 1953   | 1960   | Ив Лавнан      | Радикальная партия      | фермер     |
| 1960   | 1983   | Шарль Ле Бизек |                         | фермер     |
| 1983   |        | Жан-Ив Филипп  | Социалистическая партия | архитектор |

## Экономика
В 2007 году среди 183 человек в трудоспособном возрасте (15—64 лет) 129 были экономически активными, 54 — неактивными (показатель активности — 70,5 %, в 1999 году было 70,1 %). Из 129 активных работали 112 человек (60 мужчин и 52 женщины), безработных было 17 (9 мужчин и 8 женщин). Среди 54 неактивных 8 человек были учениками или студентами, 28 — пенсионерами, 18 были неактивными по другим причинам.

## Достопримечательности
- Галерея-мегалит (гробница коридорного типа) Парк-Кедрик (эпоха неолита). Исторический памятник с 1963 года[3]
- Церковь Сен-Коннан
  - Картина «Рождество» (XVII век). Размеры — 72×120 см. Исторический памятник с 1972 года[4]
- Фонтан Сен-Коннан

## Фотогалерея

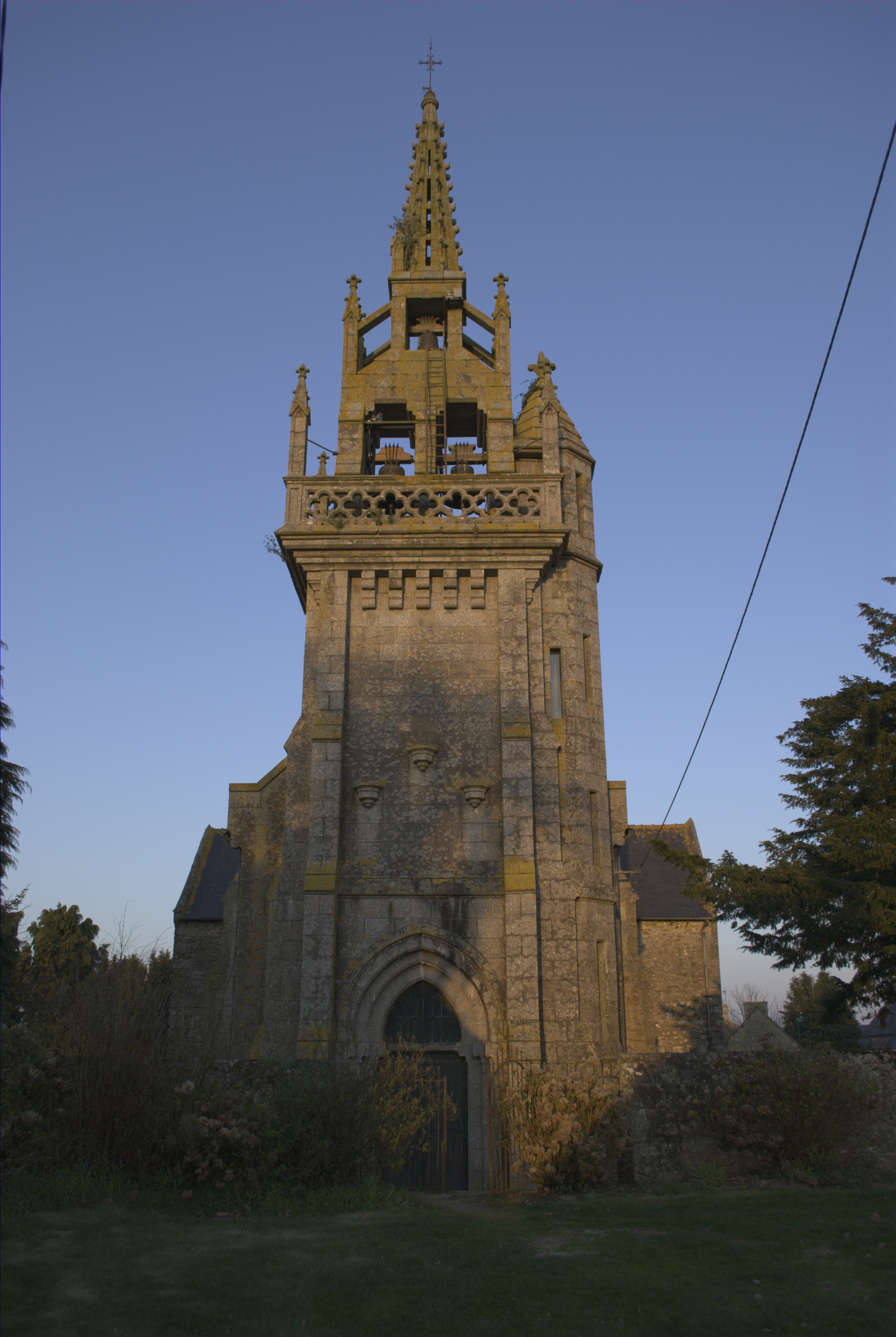
Церковь Сен-Коннан
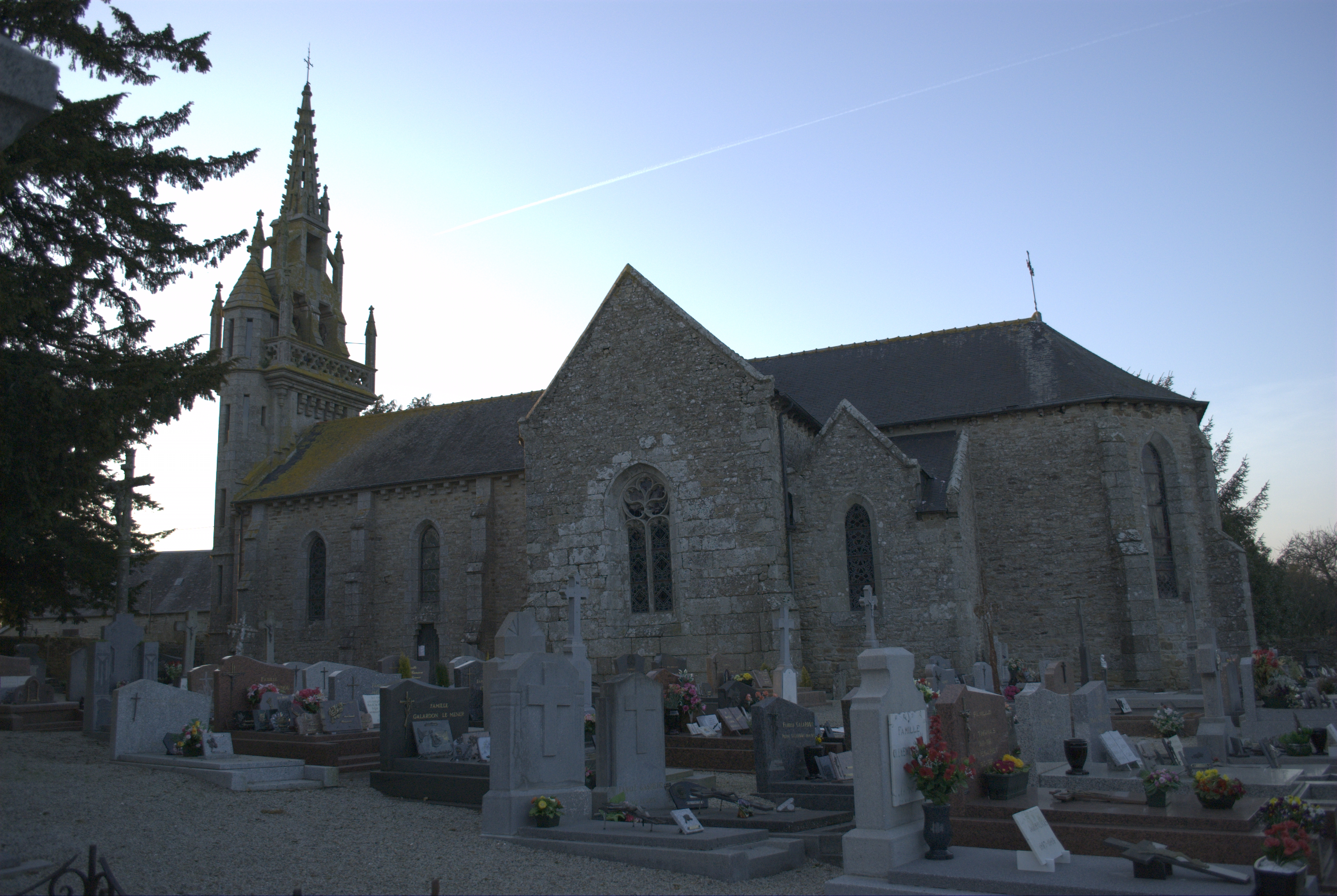
Церковь Сен-Коннан
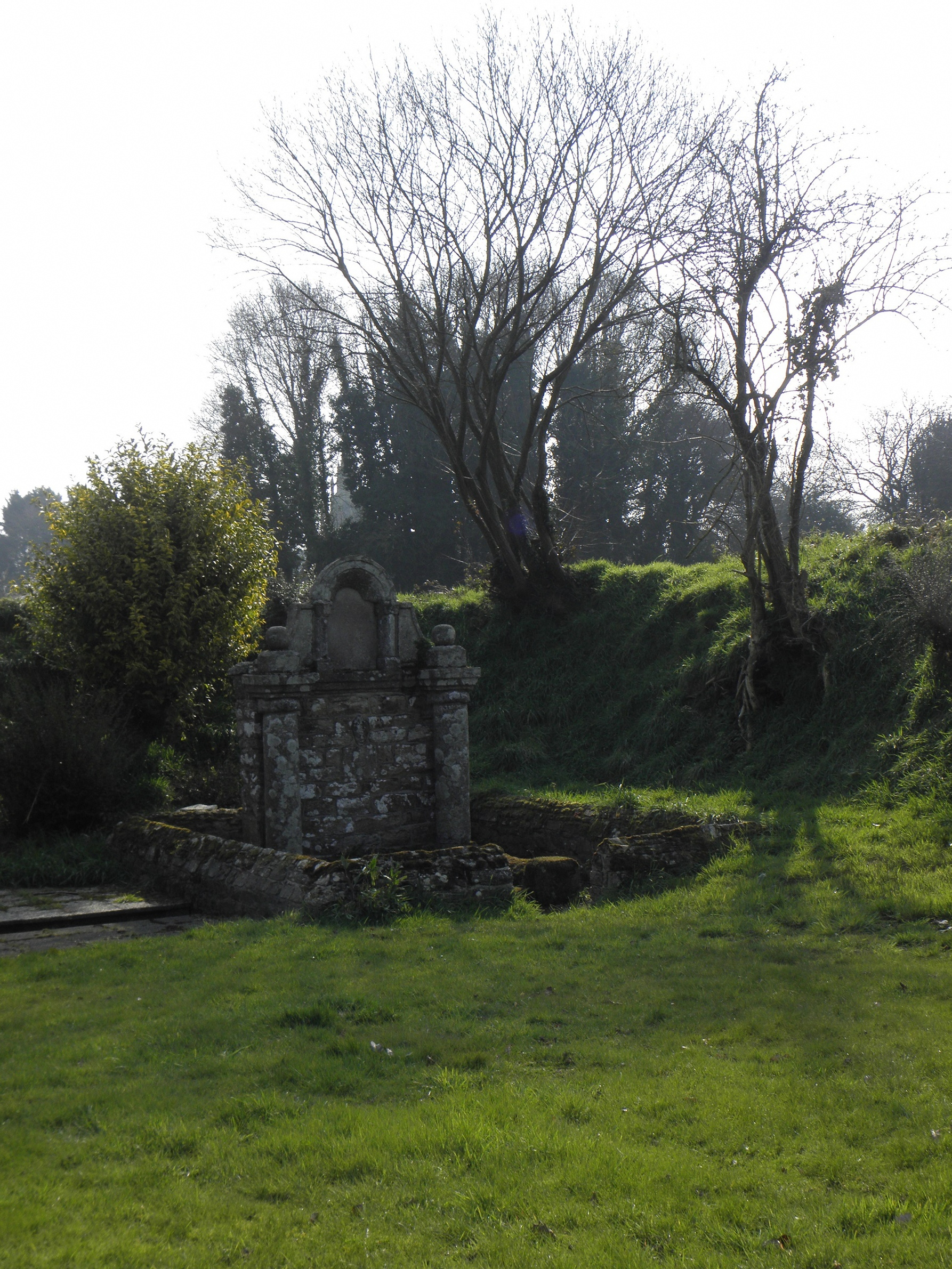
Фонтан Сен-Коннан
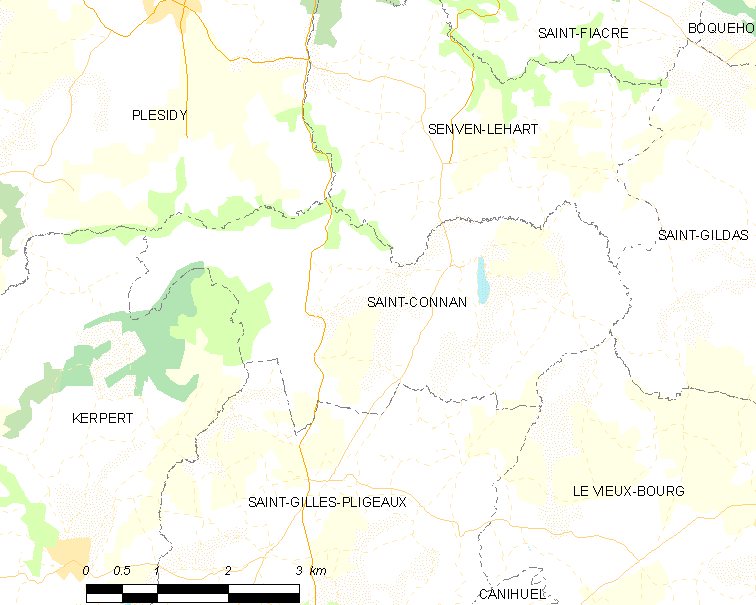
Карта коммуны